# 39849 Джіампієрі
39849 Джіампієрі (39849 Giampieri) — астероїд головного поясу, відкритий 13 лютого 1998 року.
Тіссеранів параметр щодо Юпітера — 3,571.